# Baltoro-Gletscher
Der Baltoro-Gletscher ist ein Gletscher im höchsten Teil des östlichen Karakorums. 
Er liegt in Baltistan, der östlichen Division des Sonderterritoriums Gilgit-Baltistan im Norden Pakistans. Mit einer Länge von 62 Kilometern und einer Fläche von 126 km² einschließlich der Seitengletscher ist er  einer der größten Talgletscher der Welt.
Größere Siedlungen sind weit entfernt. Trotz der schwierigen Zugänglichkeit ist er womöglich der am meisten besuchte Gletscher des Gebiets. Dies liegt  zum einen daran, dass sich mit dem K2 und den höchsten Gipfeln der Gasherbrum-Gruppe alle vier Achttausender des Karakorums in seiner unmittelbaren Nähe befinden. Zum anderen wird das Tal des Baltoro als das wahrscheinlich spektakulärste Gebirgstal der Welt angesehen.
Europäische Forscher erreichten den Baltoro-Gletscher erstmals Mitte des 19. Jahrhunderts, vermutlich war Adolf Schlagintweit im August 1856 der erste.

## Verlauf

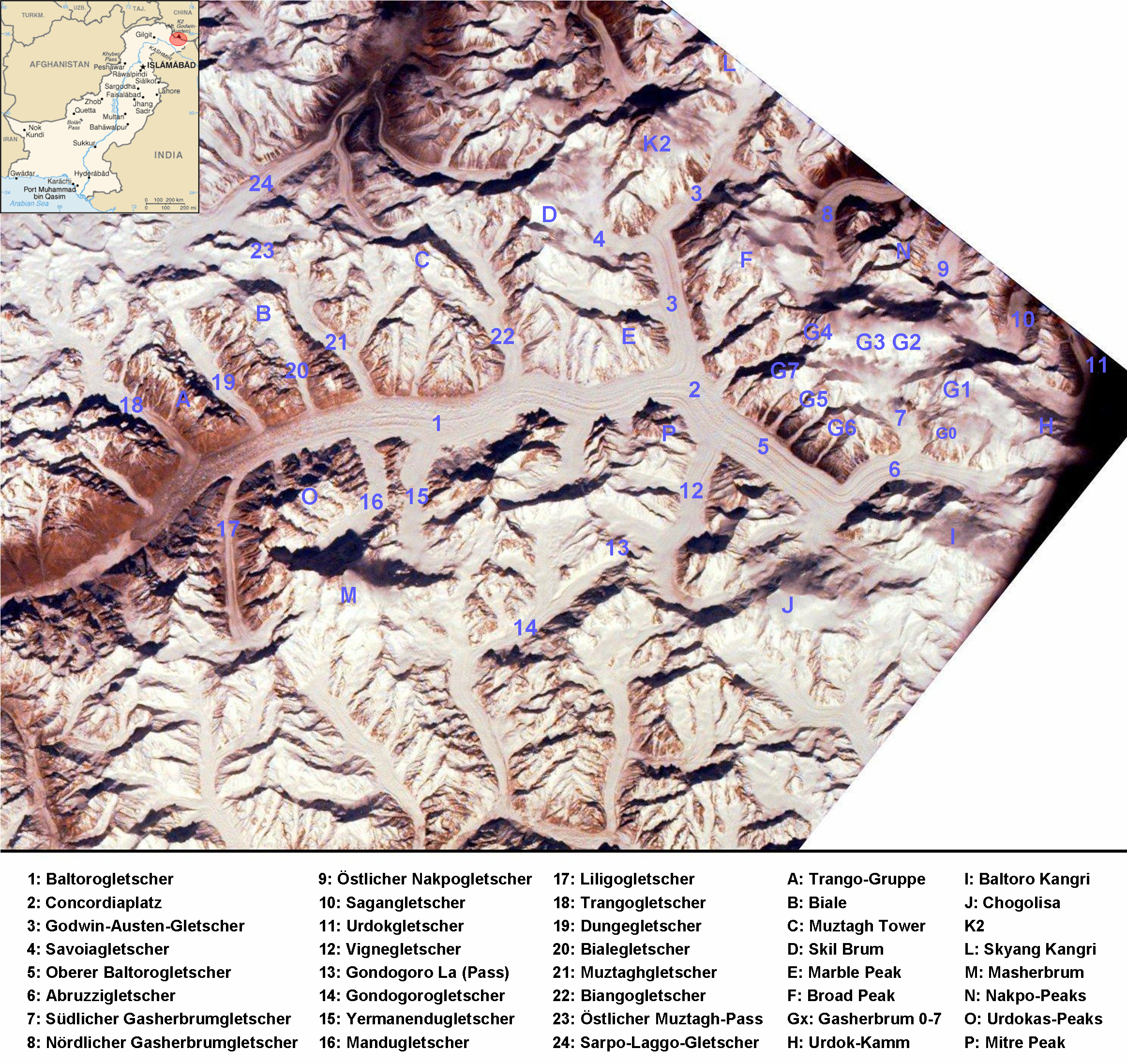
Baltoro-Gletscher von der ISS

Zentraler Punkt des Baltorogletschers ist der Concordiaplatz, an dem sich die beiden größten Quellgletscher vereinen: Der Obere Baltorogletscher von Süden und der Godwin-Austen-Gletscher von Norden fließen hier zusammen und ändern ihre Fließrichtung westwärts. Den höchsten Punkt und Beginn des Gletschersystems stellt der Conway-Sattel (6044 m) dar. Dieser obere Teil des Baltorogletschers wird auch als „Abruzzi-Gletscher“ bezeichnet. Kurz vor dem Concordiaplatz fließt dem Oberen Baltorogletscher mit dem Vignegletscher, der zum Gondogoro La westlich der Chogolisa führt und einen alternativen Ausgang aus dem Baltorotal bietet, noch ein bedeutender Seitengletscher zu. 
Im Verlauf  unterhalb des Concordiaplatzes liegt der Baltorogletscher eingebettet zwischen dem Baltoro Muztagh im Norden und den Masherbrum-Bergen im Süden, zwei der höchsten Gebirgszüge des Karakorums. Zahlreiche weitere größere Seitengletscher vereinen sich mit dem Baltorogletscher: Im Norden gehören dazu Younghusband-, Muztagh, Dunge- sowie Trangogletscher, im Süden sind Biarchedi-, Yermanendu- und Mandugletscher zu nennen.
Der Gletscher endet wenig oberhalb des Paiju Camp auf einer Höhe von 3400 m.
Dem Gletscher entspringt der Braldu-Fluss, ein Nebenfluss des Shigars, der wiederum bei Skardu in den Indus mündet.

## Glaziologie
Die längste Distanz des Gletschersystems beträgt 62 km und reicht von einer Höhe von 6200 m nahe dem Conway-Sattel bis zum 2800 Meter tiefer liegenden Zungenende bei Paiju. Die durchschnittliche Breite des Gletschers liegt bei 2,1 km, die größte Breite mit 3,1 km befindet sich bei Lager Gore I etwas oberhalb der Einmündung des Yermanendu-Gletschers. Mit einem mittleren Gefälle von nur 3,9 % ist der Gletscher verglichen mit anderen des Karakorums recht flach. In einigen Bereichen ist er besonders flach, beispielsweise etwas südlich des Concordiaplatzes, wo auf einer Distanz von zwei Kilometern der Gletscher nur 21 m fällt. Andererseits ist der Gletscher quer zur Flussrichtung sehr uneben. Im unteren Abschnitt sind Höhenschwankungen im Bereich von 25 Metern auf einer Horizontaldistanz von 140 m nicht selten.
Das Ende des Gletschers hat sich in den vergangenen hundert Jahren mehrfach verlagert, allerdings ist kein klarer Trend erkennbar, mit Sicherheit keiner in einem mit den Alpengletschern vergleichbaren Ausmaß. Messungen im Jahr 2004 kommen zu dem Ergebnis, dass insgesamt das Gletscherende sich seit 1904 nur um 65 Meter zurückgezogen hat. An der Gletscherzunge beträgt der Beitrag der beiden großen Quellgletscher – des Godwin-Austen- und des Oberen Baltoro-Gletschers – etwa 40 %, etwa 45 % stammen vom Trango-Gletscher, der erst fünf Kilometer oberhalb zufließt. Somit sagt die Verlagerung des Zungenendes nur bedingt etwas über den Massenhaushalt des Gesamtgletschers aus.
Auf Basis verschiedener Karten und Satellitenaufnahmen der Jahre 1999 bis 2001 wurde die Gesamtfläche des Gletschersystems, bei der alle Seitengletscher einbezogen wurden, die in Kontakt mit dem Hauptgletscher stehen, mit 524 km² ermittelt. Dabei wurden allerdings nur Fließmerkmale aufweisende Firnflächen einbezogen, also keine Gebiete oberhalb des Bergschrunds. Die Gleichgewichtslinie, also die Grenze zwischen Nährgebiet und Zehrgebiet des Gletschers, liegt im Gebiet des Godwin-Austen-Gletschers über 5300 m, im Bereich des Oberen Baltoro-Gletschers sogar über 5500 m. Somit zählt mit 29 % nur ein geringer Teil des eigentlichen Gletschers zum Nährgebiet. Durch Lawinen und Windverfrachtungen tragen aber die Firnflächen oberhalb des eigentlichen Gletschers erheblich zum Massenhaushalt bei. Die Gesamtfläche solcher über der Gleichgewichtslinie liegender Firnfelder beträgt zusätzliche 351 km², diese sind bei Berechnung des Massenhaushalts des Gletschers zu einem großen Teil einzubeziehen. Die Gesamtfläche des Einzugsgebiets des Gletschers beträgt 1500 km², bezogen auf das Gletscherende bei Paiju.
Da die großen Gletscher des Karakorums einen wesentlichen Beitrag dazu leisten, insbesondere die semiariden Gebiete Zentralasiens mit Wasser während der Trockenzeiten zu versorgen, ist von Interesse, wie die Gletscher auf den Klimawandel reagieren. Untersuchungen im Jahr 2004 haben ergeben, dass sich der Baltoro-Gletscher in den letzten 100 Jahren kaum verändert hat und vergleichsweise wenig auf die Klimaveränderung reagiert. Eine Ursache ist wahrscheinlich, dass der Gletscher relativ stark mit Schutt bedeckt ist. Allerdings ist überraschenderweise auch oberhalb des Concordiaplatzes beim Oberen Baltoro-Gletscher, der kaum Schuttbedeckung aufweist, die Massenbilanz nahezu ausgeglichen. Dies ist möglicherweise durch den hohen Beitrag durch Lawinen und Windverfrachtungen zu erklären.

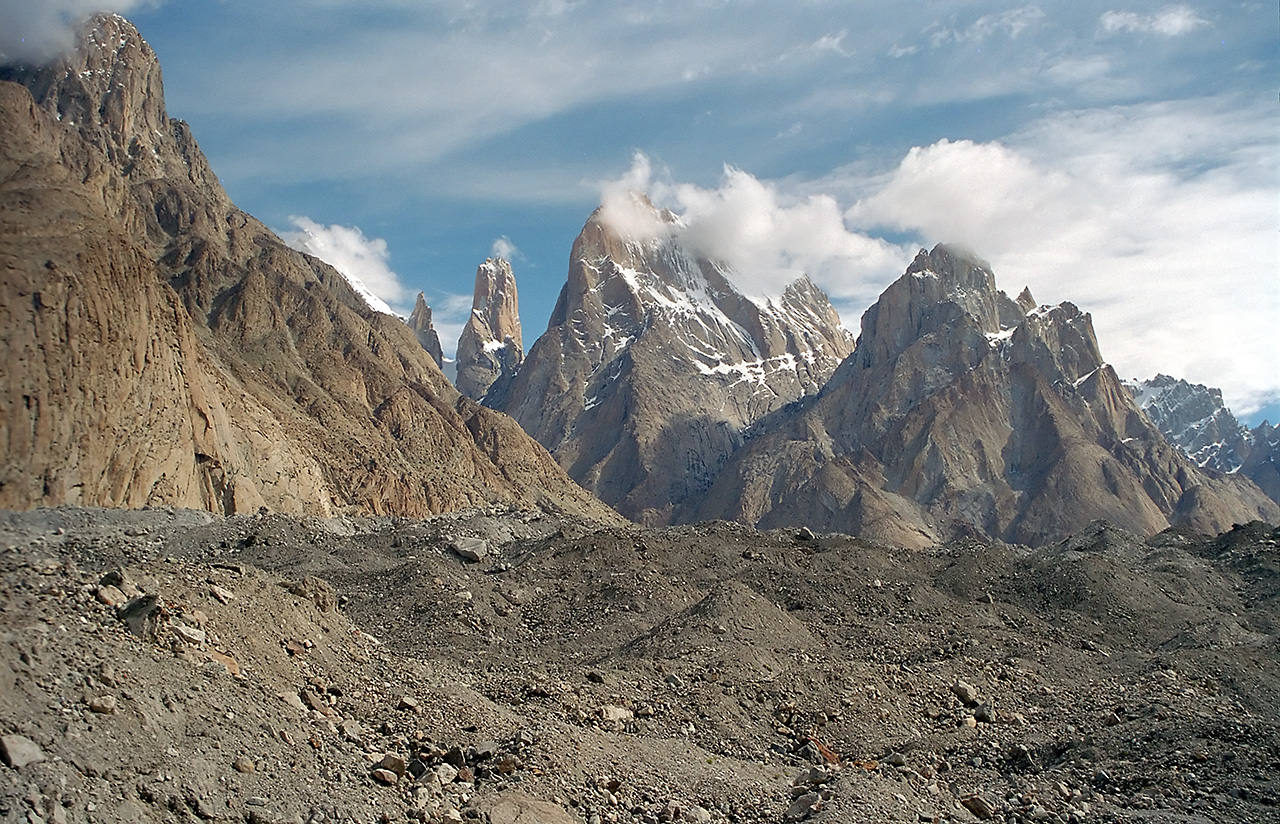
Die Trango-Gruppe auf der Nordwestseite des Baltoro.
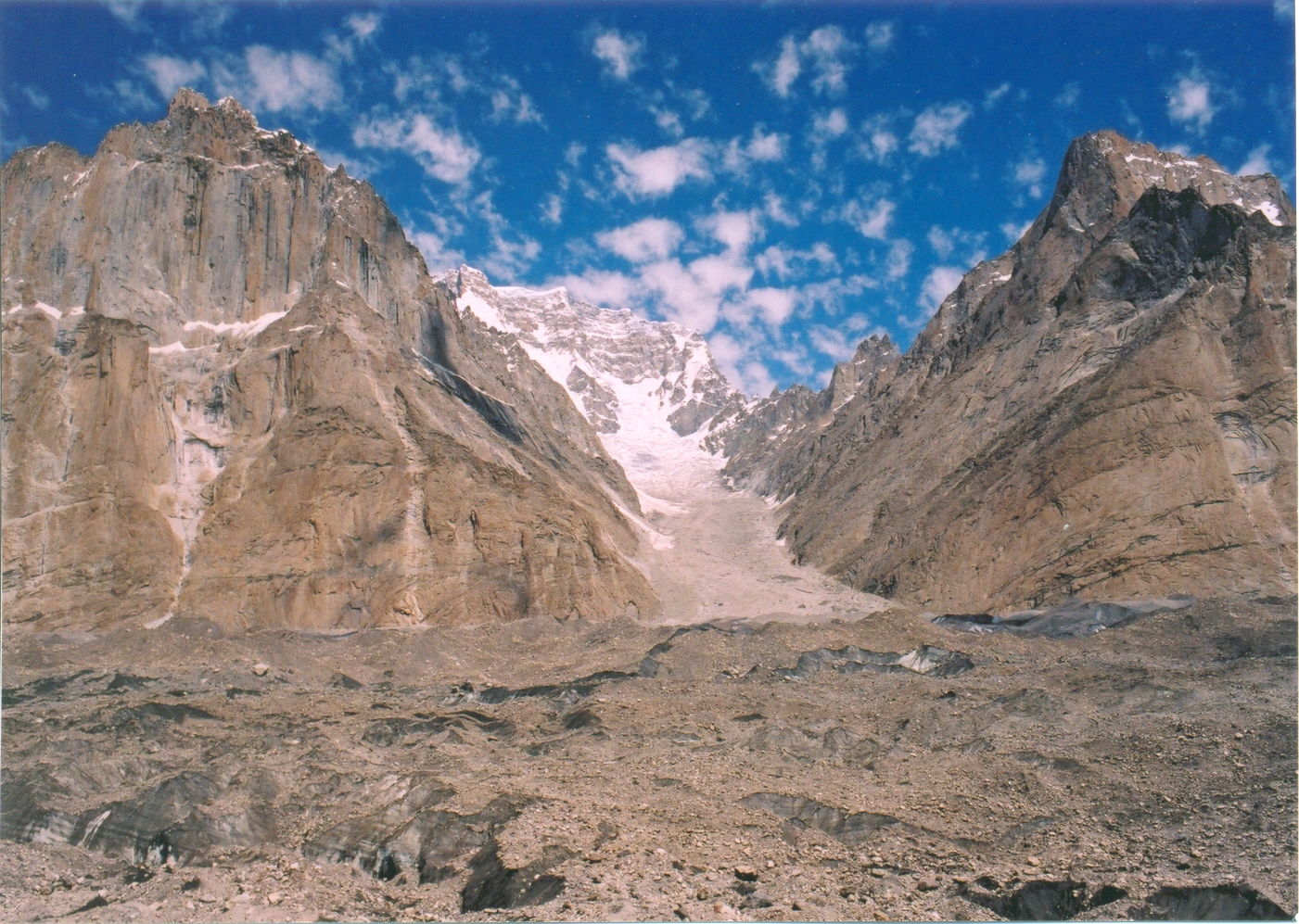
Biale (6729 m) und Biale-Gletscher.
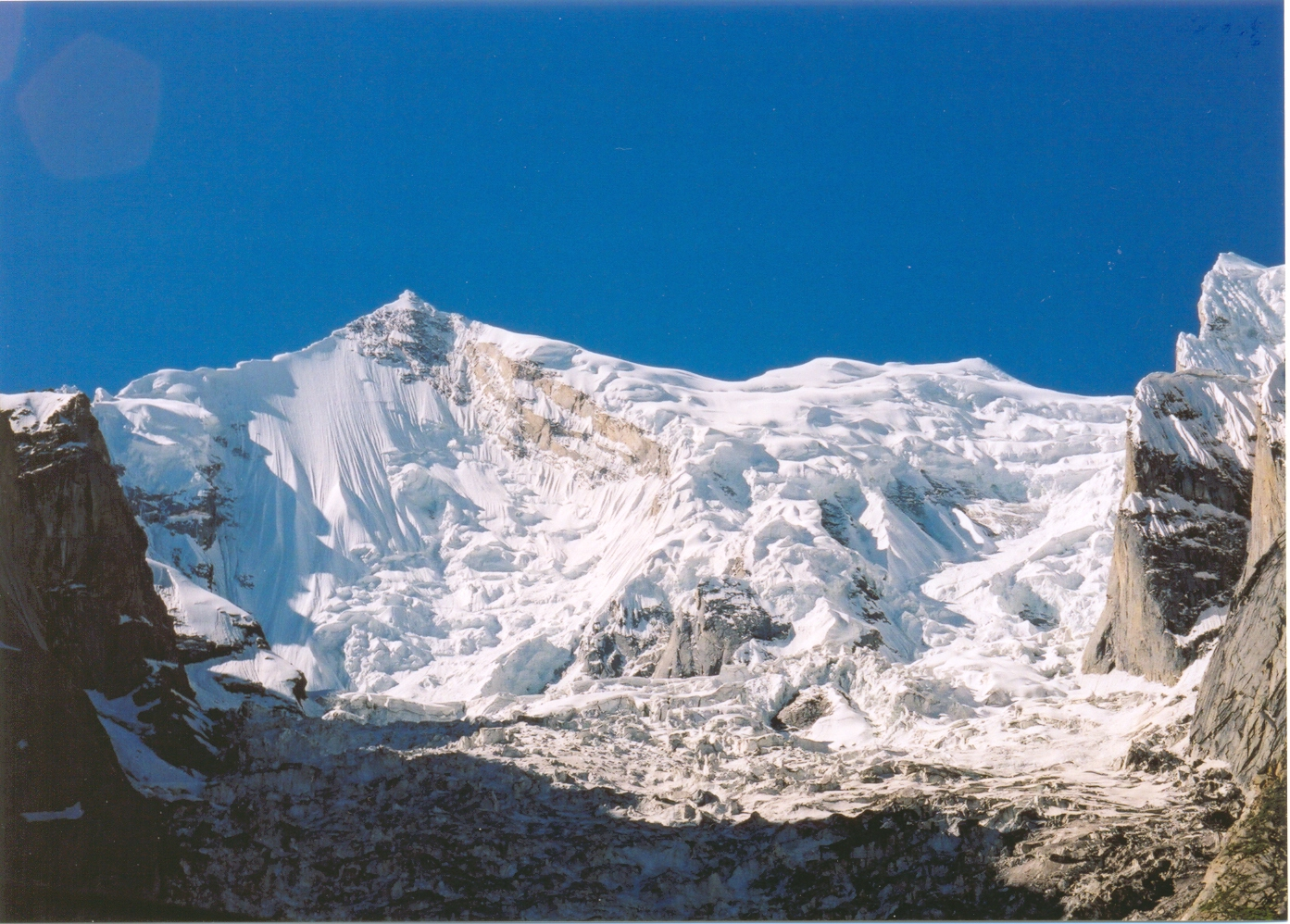
Urdokas Peaks vom Baltoro aus.
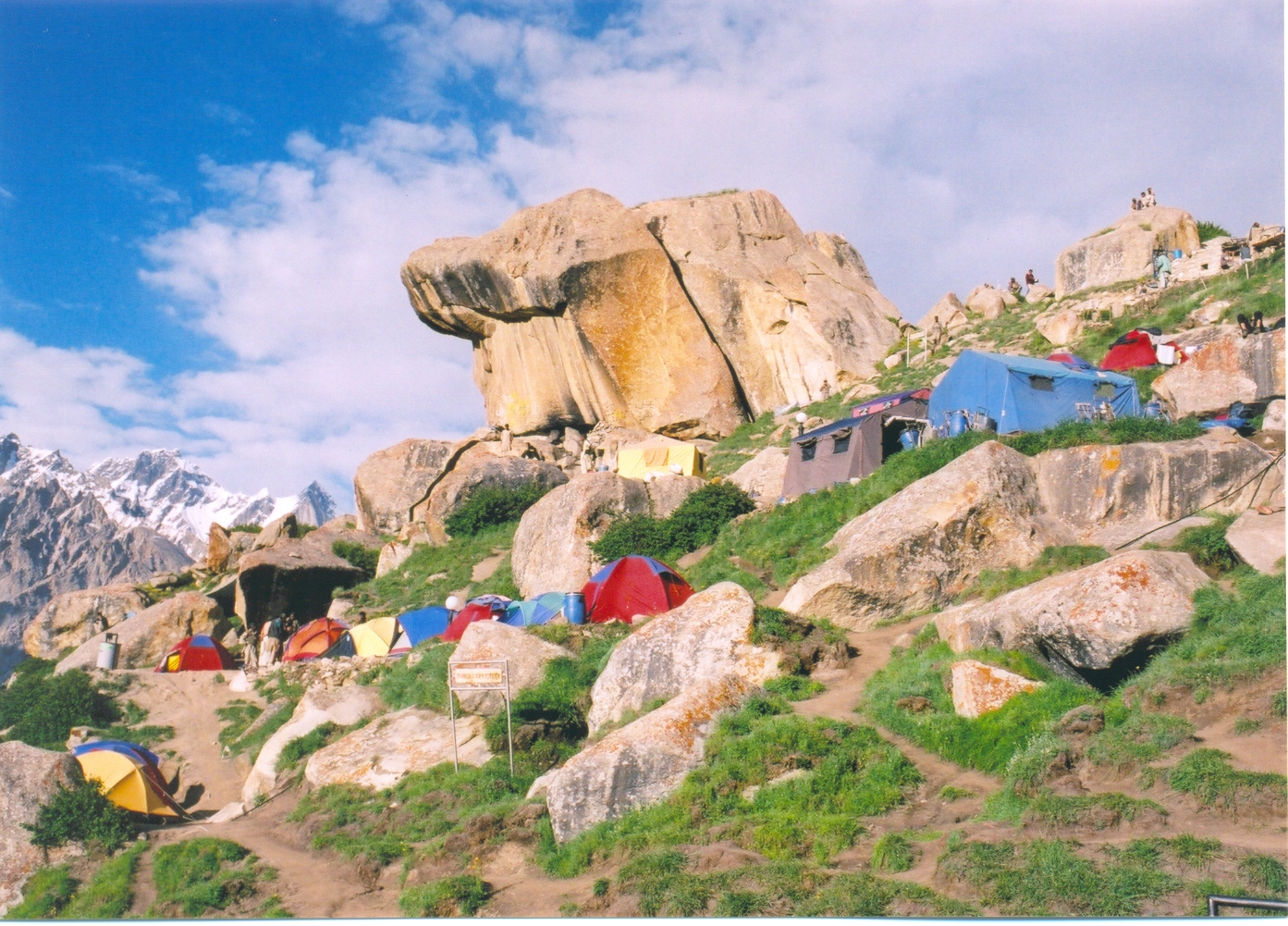
Der Lagerplatz Urdokas an der Südseite des Baltoros.
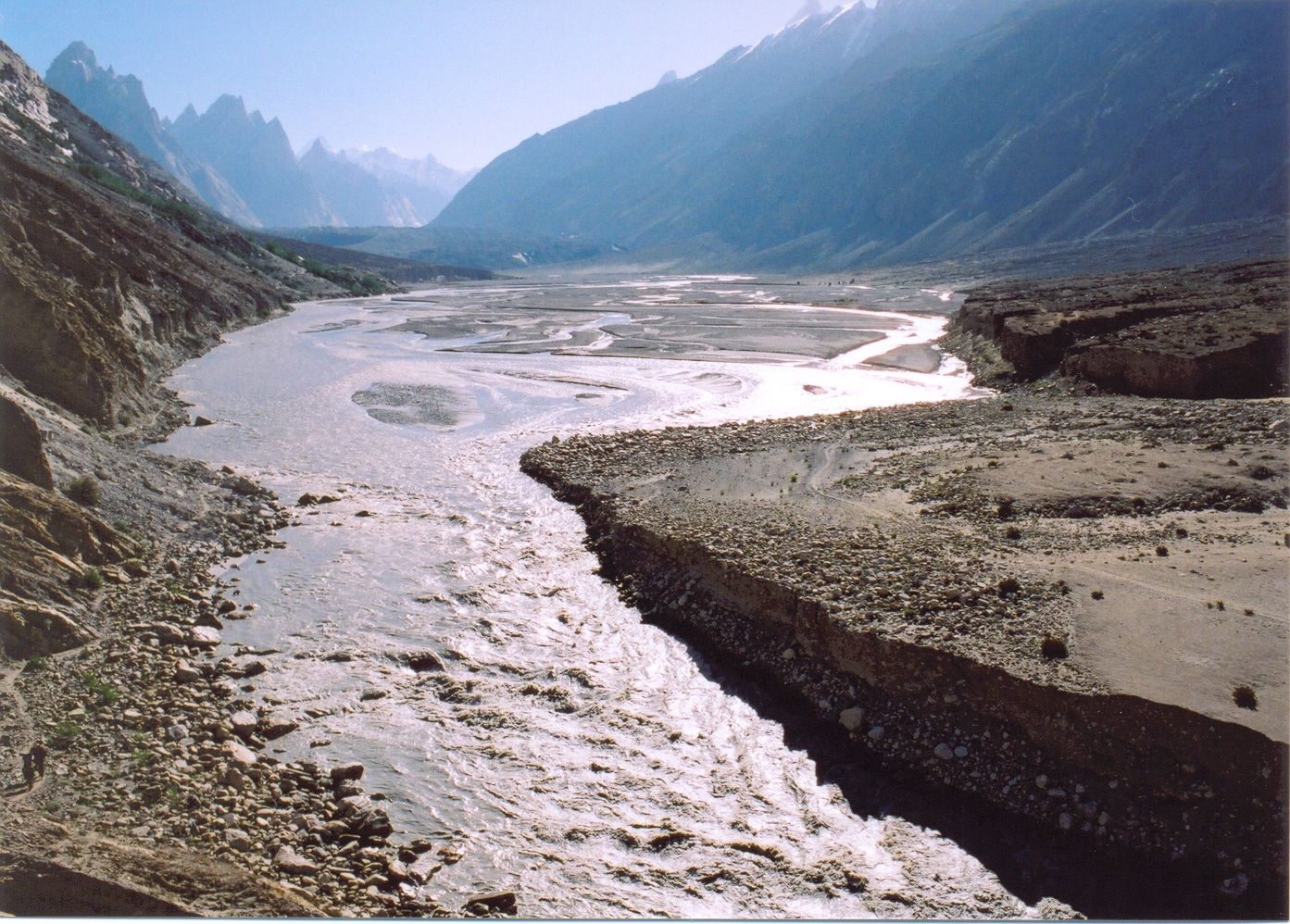
Der Baltoro (hinten) speist den Braldu